# Fazenda Salto Grande (Araraquara)
Fazenda Salto Grande é uma fazenda fundada no ano de 1850 que converteu-se para um hotel fazenda no ano de 1992 localizada no município de Araraquara, no interior do estado de São Paulo.

## História
A propriedade foi fundada no ano de 1850, no município de Araraquara enquanto a cidade possuía apenas trinta e três anos. A fazenda contava com mais de quinhentos mil metros quadrados e produzia café, arroz, laranja e também criação de gado, consolidando-se numa das principais produtoras no estado de São Paulo neste contexto.
No ano de 1940, a fazenda foi comprada pelo grupo Lupo - vinculada a produção têxtil e também oriunda de Araraquara. Nas décadas seguintes, a empresa continuou mantendo a produção da fazenda de atividades agrícolas, até o ano de 1992 que converteu a fazenda para um hotel.

## Atualidade
Com a passagem de fazenda para hotel, houve um investimento pesado em manter a memória dos tempos do café com a preservação da mobília, máquinas vinculadas a cafeicultura, roupas, fotografias e livros de tombo.
A propriedade possui um amplo parque aquático equipado com parques aquáticos. Ainda é possível conhecer uma cachoeira de cinquenta metros de queda d’água e fazer tirolesa.
Apesar de um outro filão mercantil, o hotel faz parte do grupo Lupo.